# Otomys angoniensis
Otomys angoniensis är en däggdjursart som beskrevs av Wroughton 1906. Otomys angoniensis ingår i släktet egentliga öronråttor och familjen råttdjur. IUCN kategoriserar arten globalt som livskraftig. Inga underarter finns listade i Catalogue of Life.

## Utseende
Med en vikt upp till 215 g är Otomys angoniensis en av de större arterna i släktet egentliga öronråttor. Den långa och mjuka pälsen har en rödbrun till gråbrun färg. Vid strupen kan det finnas ett ljusbrunt område. Arten blir 105 till 207 mm lång (huvud och bål) och har en 43 till 131 mm lång svans. Små exemplar väger bara 25 g. Stora individer hittas främst i Angola. De listades en tid som underart Otomys angoniensis maximus. Alla tår är utrustade med klor och vid bakfötterna är klorna längre.

## Utbredning och habitat
Denna gnagare förekommer med flera från varandra skilda populationer i östra och södra Afrika. Den hittas från Kenya i nordöst till Angola i väst och till östra Sydafrika i syd. Arten lever i låglandet och i låga bergstrakter upp till 1000 meter över havet. Habitatet utgörs av savanner och andra gräsmarker samt av hedområden. Otomys angoniensis vistas nära vattendrag och den kan leva i landskap som tidvis översvämmas.

## Ekologi
Individerna lever utanför parningstiden ensam eller i par. De är aktiva på dagen och äter gräs, örter, rötter samt lite bark. Honor kan ha upp till tre kullar per år med 1 till 5 ungar per kull. Ungarna är vid födelsen ganska bra utvecklade jämförd med ungar från andra gnagare. De blir könsmogna efter fyra månader.
Otomys angoniensis jagas av många olika rovlevande djur som ugglor, manguster, viverrider, mindre kattdjur och ormar. I Botswana jagas arten av ursprungsbefolkningen. De äts som en rituell gärning i samband med svedjebruket.
Arten skapar ett kupolformig näste av växtdelar i gräset eller i underjordiska håligheter. Den är aktiv hela året men den dagliga aktiviteten varierar beroende på utbredning. Djurets simförmåga är mindre bra utvecklad men den simmar ibland kortare sträckor.